# Portal, Georgia
Portal är en ort i Bulloch County i delstaten Georgia, USA.